# 23ns Japan Record Awards
La gala dels 23ns Japan Record Awards es va celebrar el 31 de desembre de 1981 al Teatre Imperial de Tòquio i fou emés en directe per la Tokyo Broadcasting System (TBS) i la seua xarxa de canals afiliats. L'emissió començà a les 19:00 hores (hora japonesa) i finalitzà a les 20:54 hores. El presentador i mestre de cerimònies fou en Keizō Takahashi per tretzena vegada consecutiva.
En aquesta edició, el Gran Premi del certamen fou per a Akira Terao per la cançó "Ruby no Yubiwa" (ルビーの指環). La mateixa cançó també va guanyar el premi d'or i els premis al millor lletrista, compositor i arranjador respectivament. El premi al millor vocalista fou per a na Hiromi Iwasaki i la cançó "Sumire Iro no Namida" (すみれ色の涙), mentres que el premi al millor artista novell fou per en Masahiko Kondō i la cançó "Gingiragin ni sarigenaku" (ギンギラギンにさりげなく).

## Presentadors
La gala va tindre diversos presentadors per als diferents espais i moments, alguns d'ells membres de l'emissora TBS i d'altres famosos.
| Nom                |                                       |
| ------------------ | ------------------------------------- |
| Keizō Takahashi    | Presentador principal per 13na vegada |
| Kentarō Watanabe   | Co-moderador de la TBS                |
| Keiko Takeshita    | Co-moderadora, actriu                 |
| Yukie Sakai        | Reportera al Teatre Imperial          |
| Kazuhiko Matsumiya | Reporter al centre del jurat          |

## Premiats
| Gran Premi (大賞) | Premi al millor vocalista (最優秀歌唱賞) |
| --- | --- |
| - Akira Terao per "Ruby no Yubiwa" | - Hiromi Iwasaki per "Sumire Iro no Namida" |
| Premi al millor artista novell (最優秀新人賞) | Premi d'or (金賞) |
| - Masahiko Kondō per "Gin Gira Gin ni Sarigenaku" | - Miyuki Kawanaka per "Anata Hitosuji" - Shinichi Mori per "Inochi Ataete" - Masako Mori per "Kanashimi Honsen Nihonkai" - Hiroshi Itsuki per "Jinsei Kakurenbo" - Kenji Sawada per "Stripper" - Hiromi Iwasaki per "Sumire Iro no Namida" - Hideki Saijō per "Sentimental Girl" - Chanels per "Machikado Twilight" - Toshiyuki Nishida per "Moshimo Piano ga Hajiketa nara" - Akira Terao per "Ruby no Yubiwa" |
| Premi a l'artista novell (新人賞) | Premi al millor lletrista (作詩賞) |
| - Masahiko Kondō per "Gin Gira Gin ni Sarigenaku" - Takayuki Takemoto per "Terete Zin Zin" - Yūko to Yayoi per "Tōsan" - Yutaka Yamakawa per "Hakodate Honsen" - Hiroyuki Okita per "Hamidashi Champion" | - Takashi Matsumoto per "Ruby no Yubiwa" |
| Premi al millor compositor (作曲賞) | Premi al millor arranjador (編曲賞) |
| - Akira Terao per "Ruby no Yubiwa" | - Akira Inoue per "Ruby no Yubiwa" |
| Premi al millor àlbum (ベスト・アルバム賞) | Premi a les millors vendes (ロング・セラー賞) |
| - Off Course per "We Are" - Yumi Matsutoya per "Mizu no Naka no Asia e" - Eiichi Ohtaki per "Long Vacation"                                                                                              | - Yūjirō Ishihara per "Brandy Glass" - George Yamamoto per "Michinooku Hitori Tabi" - Tetsuya Ryū per "Okuhida Bojō"' |
| Premi a la millor planificació (企画賞) | Premi especial (特別賞) |
| - Kitty Films, Polydor i Masayoshi Takanaka per "Niji Densetsu" - King Records per "Uta wa Ikiteiru" - Toshiba-EMI i Saori Yuki per "Shōwa Tsuyasho"                                                     | - Utako Matsushima |
| Premi Golden Idol (ゴールデン・アイドル賞) | Premi als millors 10 àlbums del 81 ('81アルバムベスト10) |
| - Seiko Matsuda per "Kaze Tachinu" - Toshihiko Tahara per "Good Luck LOVE" - Naoko Kawai per "Smile For Me" - Yoshie Kashiwabara per "Hello · Goodbye"                                                   | - Off Course per "We Are" - Tatsurō Yamashita per "On the Street Corner" - Yasuko Agawa per "Sunglow" - Southern All Stars per "Stereo Taiyō-zoku" - Chanels per "Heart & Soul" - Yumi Matsutoya per "Mizu no Naka no Asia e" - The Venus per '"Love Portion No. 1" - Miyuki Nakajima per "Ringetsu" - Eiichi Ohtaki per "Long Vacation" - Creation per "Lonely Heart"                                          |